# Campanula pontica
Campanula pontica är en klockväxtart som beskrevs av Nicholas Michailovitj Albov. Campanula pontica ingår i släktet blåklockor, och familjen klockväxter. Inga underarter finns listade i Catalogue of Life.